# 清河街道建築群
清河街道建築群位於四川省達州市大竹縣清河鄉，文物遺址年代判定為近代。2002年12月27日公佈為四川省第六批省級文物保護單位。